# Cyrtodactylus doisuthep
Cyrtodactylus doisuthep es una especie de gecos de la familia Gekkonidae.

## Distribución geográfica yhábitat
Es endémica de una montaña del norte de (Tailandia). Su rango altitudinal oscila alrededor de 676 m s. n. m..